# سيد مجتبى علي
سيد مجتبى علي (بالإنجليزية: Syed Mujtaba Ali)‏ (بالبنغالية: সৈয়দ মুজতবা আলী) (ولد: 13 سبتمبر 1904 - 11 فبراير 1974) هو مؤلف وصحفي وأكاديمي وباحث لغوي بنغالي. عاش في بنغلاديش والهند وألمانيا وأفغانستان ومصر.

## عمله
درس علي في جامعة الأزهر بالقاهرة خلال الفترة (1934 - 1935). ثم درَّس في عدد من كليات فادودارا في الفترة (1936 - 1944) وفي بوجرا عام 1949. بعد فترة وجيزة عمل فيها علي في جامعة كلكتا عام 1950، عيِّن أمينًا للمجلس الهندي للعلاقات الثقافية ومحرر في المجلة العربية ثقافة الهند. من عام 1952 إلى عام 1956 عمل علي في إذاعة كل الهند في كل من العاصمة نيودلهي وكوتاك وباتنا. ثم التحق بكلية جامعة فيسفا بهاراتي في الفترة (1956 - 1964) أستاذًا في اللغة الألمانية وفي وقت لاحق عمل أستاذًا للثقافة الإسلامية.

## الوفاة والإرث
في عام 1972 بعد تحرير البلاد عاد علي إلى بنغلاديش وتوفي في 11 فبراير 1974. مقتطفات من أعماله الأدبية مدرجة في المناهج الدراسية على مستوى المراحل المتوسطة والثانوية والجامعية في مواد الأدب في كل من بنغلاديش والهند، ولا سيما في ولايات بنغال الغربية وترايبورا. حصل على جائزة إكوشي باداك في عام 2005 من قبل حكومة بنغلاديش.